# Gensidig forsikring
Et gensidigt forsikringsselskab er et forsikringsselskab, der ejes fuldt ud af dets forsikringstagere. Eventuelt overskud optjent af et gensidigt forsikringsselskab beholdes enten i selskabet eller tilbagebetales til forsikringstagerne i form af udbytteudlodninger eller reduktion i fremtidige præmier. I modsætning hertil ejes et aktieforsikringsselskab af investorer, der har købt selskabsaktier.

## Eksempler på gensidige forsikringsselskaber i Danmark
- Tryg (ejet 60% af det gensidige selskab Tryghedsgruppen)
- Lærerstandens Brandforsikring [1]
- Det gjensidige Forsikringsselskab "Danmark"
- Gjensidige Forsikring